# Діна Болуарте
Ді́на Ерси́лія Болуа́рте Сега́рра (ісп. Dina Ercilia Boluarte Zegarra; нар. 31 травня 1962) — перуанська юристка і політикиня. Президентка Перу з 7 грудня 2022 року. До цього — Перша віцепрезидентка Перу.

## Біографія
Народилася 31 травня 1962 року в місті Чал'уанка, регіон Апурімак у Перу. Закінчила юридичний факультет Університету Сан-Мартін-де-Поррес, потім навчалася в аспірантурі цього університету.
З 2007 року і до обрання віцепрезидентом була службовцем Національного регістру ідентифікації та цивільного стану — відомства, аналогічного за функціями органів РАЦС.
Політичну кар'єру розпочала у 2018 році, невдало висунувши свою кандидатуру у мери округу Суркільйо від лівої політичної партії «Вільне Перу». 2020 року була кандидатом «Вільного Перу» на позачергових парламентських виборах, однак її партія не потрапила до Конгресу, оскільки не змогла подолати відсотковий бар'єр.
На президентських виборах 2021 року Діна Болуарте стала кандидатом у віцепрезиденти від «Вільного Перу» у парі з Педро Кастільйо. У другому турі виборів їхній тандем здобув перемогу.
Офіційно вступила на посаду віцепрезидента 28 липня 2021 року. Наступного дня, 29 липня 2021 року, президент Кастільйо одночасно призначив її міністром розвитку та соціальної інтеграції в уряді Гідо Бельїдо.
7 грудня 2022 року парламент Перу оголосив імпічмент президенту Педро Кастільйо через кілька годин після його спроби розпустити Конгрес. Тим часом парламент привів до присяги віцепрезидентку Діну Болуарте. У грудні 2022 року відсторонений від влади колишній президент Педро Кастільйо написав у тюрмі лист, назвавши Діну Болуарте «узурпаторкою влади».

## Розслідування
У березні 2024 року поліція Перу провела обшук у будинку Болуарте, шукаючи можливо незадекларовані дорогі годинники.
Рейд було пов'язано з корупційним розслідуванням «Rolexgate». Справа про можливу наявність у Болуарте невказаної у деклараціях колекції розкішних годинників почалася в липні 2021 року після того, як ЗМІ звернули увагу на коштовні аксесуари, які Болуарте носила на публічних заходах.